# Погорелое (Тверская область)
Погорелое — деревня в Осташковском городском округе Тверской области.

## География
Находится в западной части Тверской области на расстоянии приблизительно 4 км на северо-восток по прямой от города Осташков недалеко от восточного берега озера Селигер.

## История
Деревня была показана ещё на карте Менде (состояние местности на 1848 год). В 1859 году здесь (деревня Осташковского уезда) было учтено 26 дворов, в 1941 — 45. До 2017 года входила в Сорожское сельское поселение Осташковского района до их упразднения.
В деревне в 1885 году родился Заслуженный художник РСФСР Михаил Павлович Бобышов.

## Население
Численность населения: 220 человек (1859 год), 53 (русские 98 %) в 2002 году, 31 в 2010.